# 오토 (바이에른)
오토 빌헬름 루이트폴트 아달베르트 발데마르(독일어: Otto Wilhelm Luitpold Adalbert Waldemar, 1848년 4월 27일 ~ 1916년 10월 11일)는 바이에른 왕국의 국왕(재위: 1886년 6월 13일 ~ 1913년 11월 5일)이다.
바이에른 왕국의 막시밀리안 2세 국왕과 프로이센의 마리 왕비의 둘째 아들로 태어났으며 루트비히 2세 국왕의 동생이기도 하다. 1886년에는 자신의 형인 루트비히 2세가 퇴위하면서 바이에른 왕국의 국왕으로 즉위했지만 정신 질환으로 인해 국정을 수행할 수 없었다. 이 때문에 그의 삼촌인 루이트폴트 왕자(1886년 ~ 1912년), 사촌인 루트비히 3세(1912년 ~ 1913년)가 섭정 역할을 수행했다.
1913년 11월 4일을 기해 개정된 바이에른 왕국의 헌법에는 국왕이 국정을 수행할 수 없는 상황이 10년 이상에 걸쳐 지속된 경우에는 섭정이 새 국왕을 즉위할 수 있다는 조문이 신설되었다. 이 조문에 따라 오토는 1913년 11월 5일에 바이에른 왕국의 섭정을 역임하고 있던 자신의 사촌인 루트비히 3세에게 왕위를 넘겨주고 퇴위하게 된다. 퇴위한 이후에도 옛 국왕으로서의 대우를 받았으며 평생을 독신으로 살았다.